# Acanthastenasellus forficuloides
Acanthastenasellus forficuloides is een pissebed uit de familie Stenasellidae. De wetenschappelijke naam van de soort is voor het eerst geldig gepubliceerd in 1985 door Chelazzi & Messana.